# Paris (Idaho)
Paris é uma cidade localizada no estado americano de Idaho, no Condado de Bear Lake.

## Demografia
Segundo o censo americano de 2000, a sua população era de 576 habitantes.
Em 2006, foi estimada uma população de 517, um decréscimo de 59 (-10.2%).

## Geografia
De acordo com o United States Census Bureau tem uma área de
9,1 km², dos quais 9,0 km² cobertos por terra e 0,1 km² cobertos por água.

## Localidades na vizinhança
O diagrama seguinte representa as localidades num raio de 36 km ao redor de Paris.